# Provinciaal verzetsmonument Limburg
Het Provinciaal verzetsmonument op de Cauberg bij Valkenburg in de Nederlands Zuid-Limburgse gemeente Valkenburg aan de Geul is een gedachteniskapel ter ere van het Limburgs verzet in de Tweede Wereldoorlog.

## Achtergrond
In september 1944 werden op de Cauberg de KP'ers Sjeng Coenen en Joep Francotte gefusilleerd. Na de bevrijding werd op deze plek een houten kruis opgericht. In 1948 werd er een eenvoudig gedenkteken geplaatst van Belgisch hardsteen, gemaakt door Charles Eyck, met daarop de namen van beide mannen. In 1954 besloot men op de Cauberg een provinciaal verzetsmonument op te richten. Het werd een open gedachteniskapel, waar nabestaanden hun dierbaren konden gedenken. Het ontwerp voor de zeskantige kapel kwam van de Maastrichtse architect Jean Huysmans. Kunstenaar Hubert Levigne verzorgde de inrichting en de bronzen letters voor de naamwand. Voor de bouw van de kapel werd een plateau in de helling van de Cauberg gegraven. Het monument werd op 18 mei 1958 onthuld door Frans Houben, gouverneur van Limburg, en ingezegend door Antonius Hanssen, bisschop van Roermond. In 1959 werd naast de kapel een carillon geplaatst. De klokken dragen de namen van de schenkers en van omgekomen Limburgse verzetsmensen.
De aanvankelijk open kapel werd vanwege vernielingen eind jaren 80 voorzien van glaswanden (sinds eind jaren 90 van gehard glas). In 2003 werden nieuwe plaquettes in de kapel geplaatst, met namen van Limburgse verzetsmensen die in 1958 nog niet bekend waren.

## Beschrijving
Het oorlogsmonument is een zeskantige kapel onder een leistenen puntdak. De gesloten muren zijn opgetrokken in kolenzandsteen. De kapel opent zich naar een plateau aan de voorzijde, dat wordt overdekt door een luifel. Op de marmeren achterwand van de kapel is boven een altaar een Mariafiguur geplaatst. Tegen de zijwanden zijn in brons de namen van de overledenen aangebracht, onder de tekst 

+ GEVALLEN LIMBURGERS IN HET VERZET 1940 - 1945 +

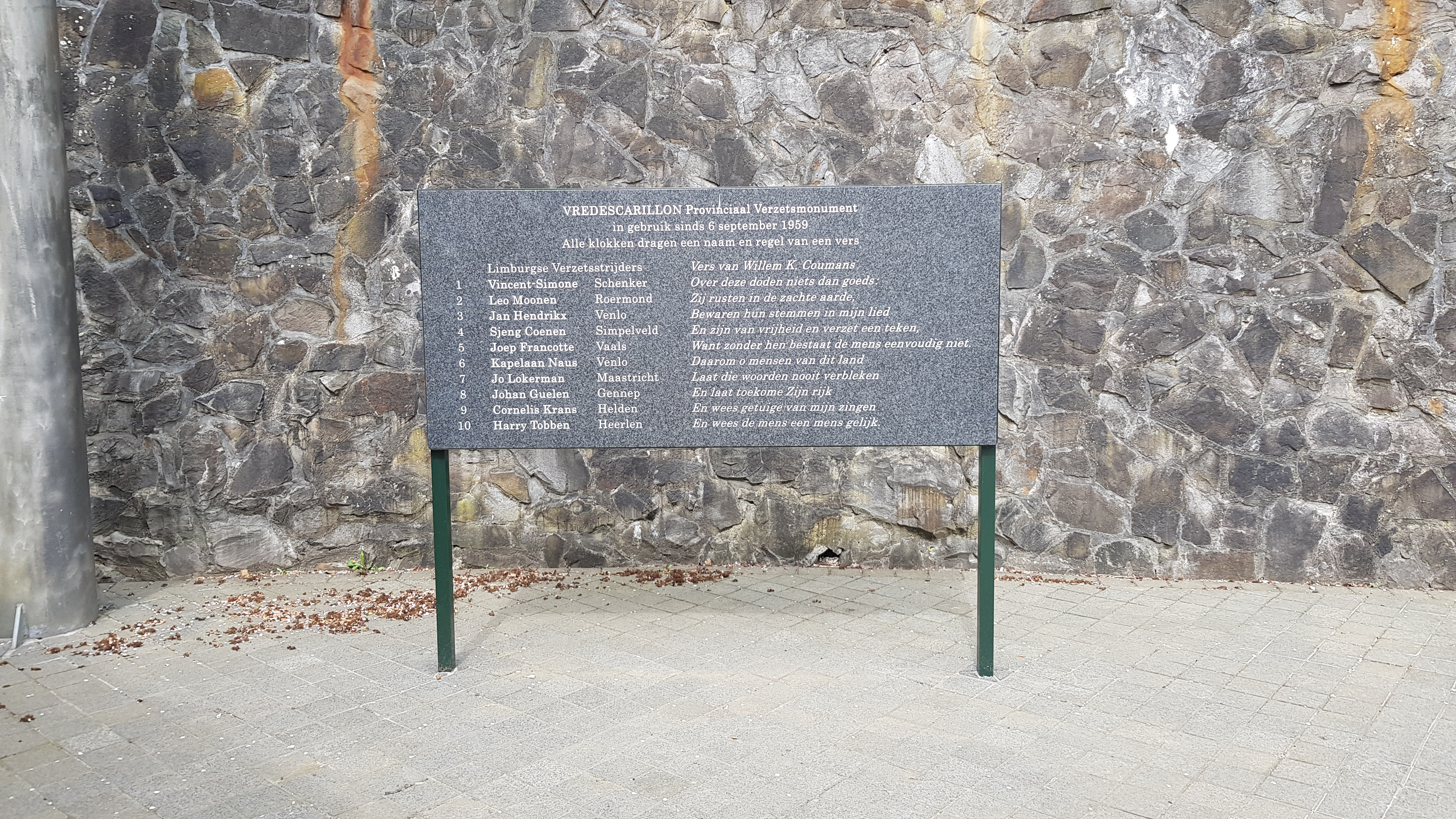
Plaquette bij het vredescarillon

Naast de kapel is een bronzen carillon geplaatst, waarvan de klokken de namen dragen van de schenkers (Vincent - Simone) en omgekomen verzetsmensen: Leo Moonen, Jan Hendrikx, Sjeng Coenen, Joep Francotte, kapelaan Jac Naus, Jo Lokerman, Johan Guelen, Cornelis Krans en Harry Tobben. Bij de onthulling van een plaquette met deze namen bij het carillon gaf de historicus Fred Cammaert bij iedere naam een korte beschrijving.
Op elke klok staat een dichtregel van Willem K. Coumans, tezamen: 

OVER DEZE DODEN NIETS DAN GOEDS:
ZIJ RUSTEN IN DE ZACHTE AARDE,
BEWAREN HUN STEMMEN IN MIJN LIED
EN ZIJN VAN VRIJHEID EN VERZET EEN TEKEN,
WANT ZONDER HEN BESTAAT DE MENS EENVOUDIG NIET.
DAAROM O MENSEN VAN DIT LAND
LAAT DIE WOORDEN NOOIT VERBLEKEN
EN LAAT TOEKOMEN ZIJN RIJK
EN WEES GETUIGE VAN MIJN ZINGEN
EN WEES DE MENS EEN MENS GELIJK

## Galerij

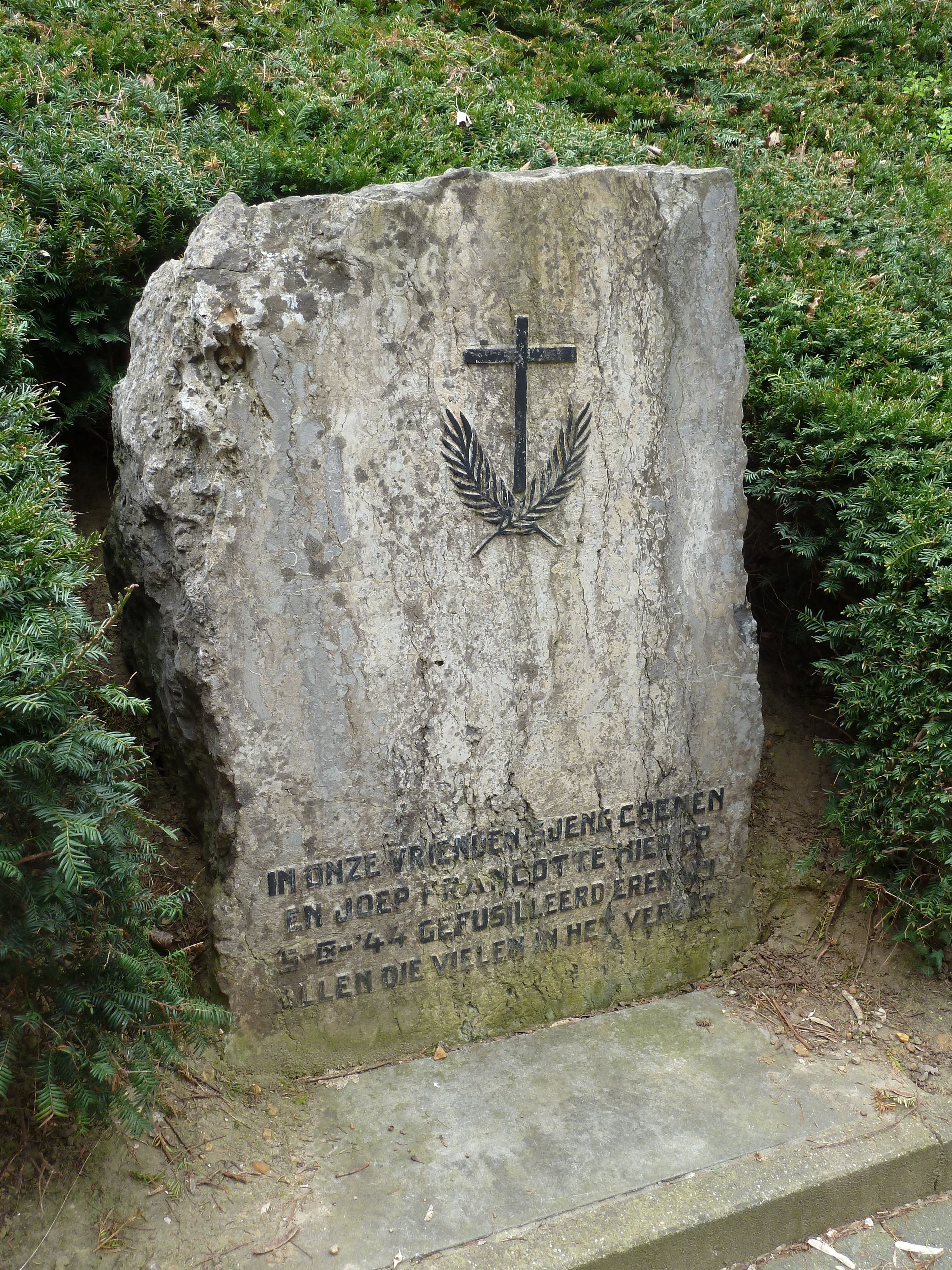
Gedenksteen voor Coenen en Francotte
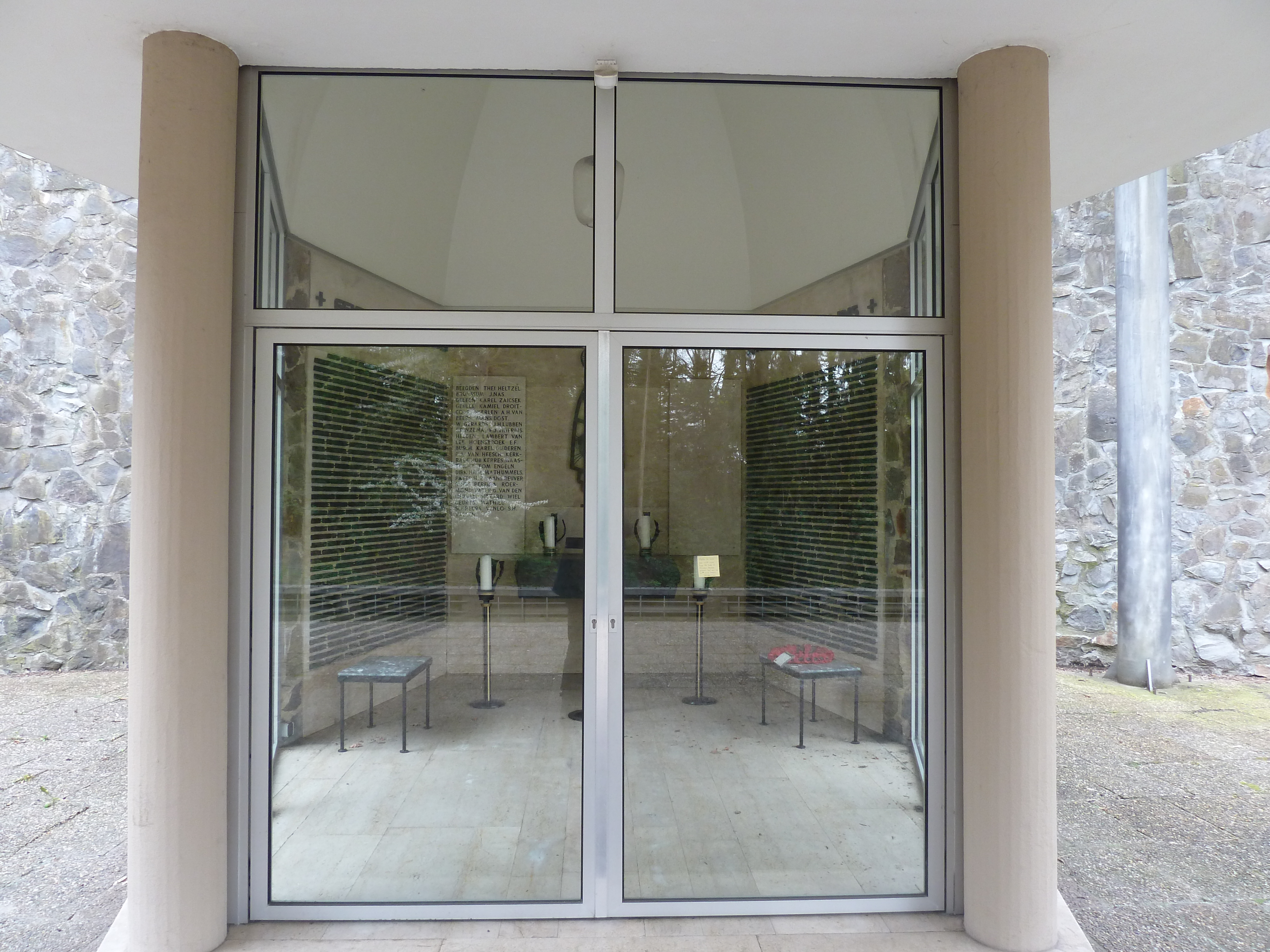
Kapel met klokkentoren
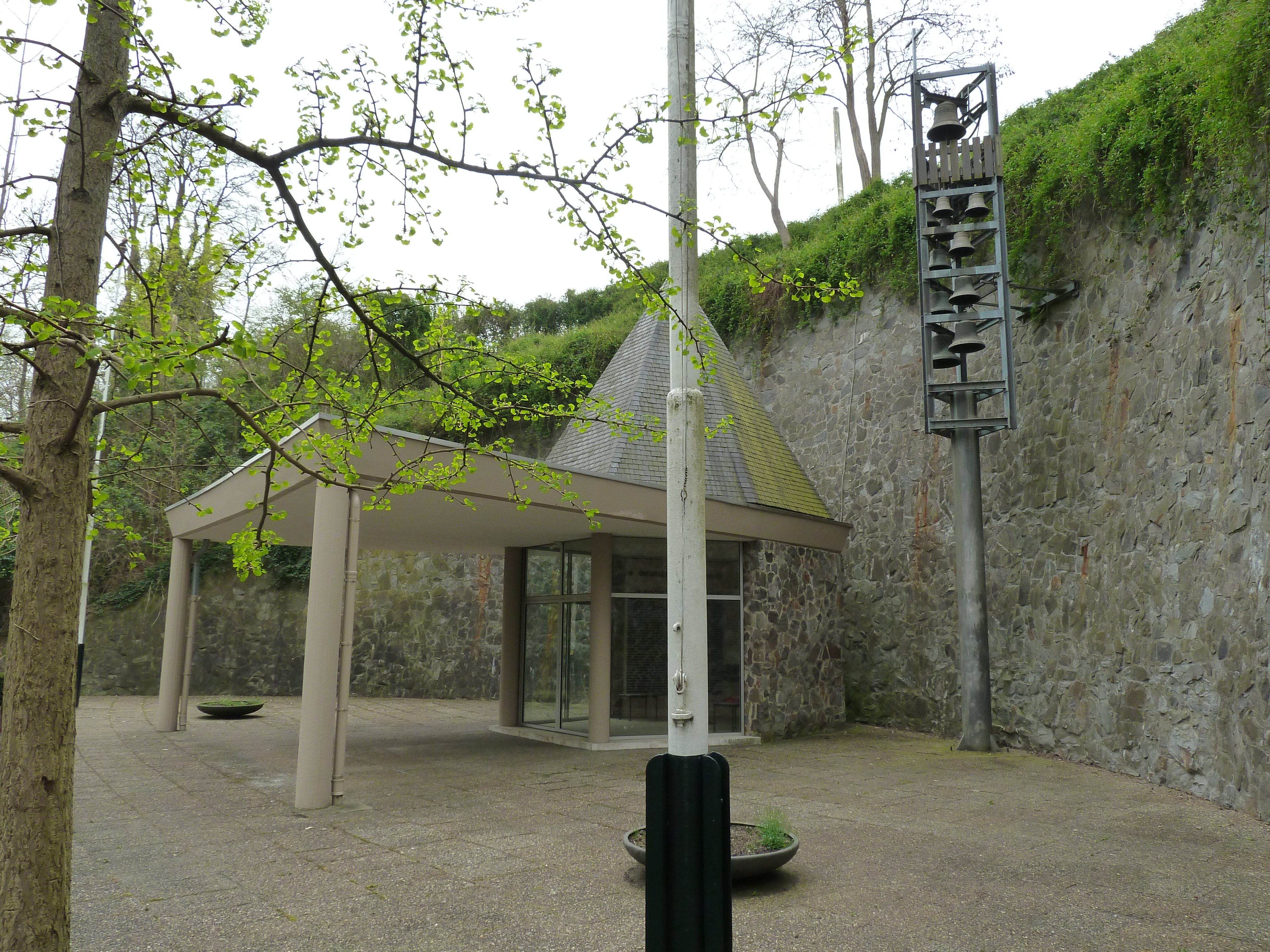
Voorzijde kapel